# اولکن قوس‌قوپا
اولکن قوس‌قوپا (انگلیسی: Ulken Koskopa) یک دریاچه در استان قوستانای کشور قزاقستان است.